# 한연년
한연년(韓延年, ? ~ 기원전 99년)은 전한 중기의 관료로, 영천군 겹현(郟縣) 사람이다. 남월 정벌 당시 전사한 제남상 한천추의 아들로, 아버지의 공적으로 성안후(成安侯)에 봉해졌다.

## 행적
원봉 6년(기원전 106년), 태상 겸 행대행령사(行大行令事)를 지내던 중 외교 문서를 가지고 온 외국 사신을 한 달이나 체류시키는 바람에 군대가 출병하지 못하였다. 한연년은 작위가 박탈되었고, 속죄금을 내고 완성단용에 처하였다.
천한 2년(기원전 99년), 기도위 이릉 휘하의 교위가 되어 흉노 정벌에 나섰다가 패하였고, 병사 10여 명과 함께 달아나다가 추격을 받아 죽었다.

## 출전
- 사마천, 《사기》
  - 권19하 백관공경표 下
  - 권20 건원이래후자연표
  - 권113 남월열전
- 반고, 《한서》
  - 권17 경무소선원성공신표
  - 권54 이광소건전
  - 권95 서남이양월조선전

| 전임 소수성 | 전한의 태상 기원전 107년 ~ 기원전 106년 | 후임 장창 |

| 전임 (대행령) 장건 | 전한의 대행령 (대행) ? ~ 기원전 106년 | 후임 (대홍려) 호충국 |

| 선대 (첫 봉건) | 전한의 성안후 기원전 112년 ~ 기원전 106년 | 후대 (28년 후) 성안장후 곽충 |